# رابطة ثنائية

الرابطة الثنائية في المركبات الكيميائية.

الرابطة الثنائية أو الرابطة المزدوجة في الكيمياء، هي عبارة عن رابطة كيميائية بين عنصرين بحيث تتضمن وجود أربع إلكترونات رابطة بدلاً من إلكترونين اثنين، كما هو الحال في الرابطة الأحادية. يرمز للرابطة الثنائية في الصيغة الهيكلية بخطين متوازيين يشبهان إشارة يساوي (=) توضع بين الرمز الكيميائي للذرتين المرتبطتين بهذه الرابطة.
إن أكثر أنواع الروابط الثنائية انتشاراً بين ذرتين من نفس النوع هي الرابطة الثنائية بين ذرتي كربون C=C، والتي تميز الألكينات، بالإضافة إلى الرابطة N=N في مركبات الآزو. هناك عدة أنواع أخرى من الروابط الثنائية بين ذرتين مختلفتين، مثل الرابطة C=O في مجموعة الكربونيل، والرابطة C=N في الإيمينات، والرابطة S=O في السلفوكسيدات.
|                                        |        |                      |
| إيثيلين                                | أسيتون | ثنائي ميثيل سلفوكسيد |
| مركبات كيميائية حاوية على روابط مضاعفة |        |                      |

## الخصائص
```
رتبة الرابطة
 في الرابطة الثنائية هي 2، وهي أقصر من الرابطة الأحادية وأكثر قوة. كما أنها أكثر غنى بالإلكترونات مقارنة مع الرابطة الأحادية، مما يجعلها أكثر تفاعلية.
```

يمكن شرح نوع الارتباط في الرابطة الثنائية حسب نظرية التهجين المداري. ففي جزيء الإيثيلين يكون لكل ذرة كربون ثلاثة مدارات من النمط sp2 ومدار واحد من النمط p. تكون المدارات sp2 الثلاثة واقعة في مستوي والزاوية بينها مقدارها 120° درجة، في حين أن المدارات p عمودية على هذا المستوي. عندما تقترب ذرات الكربون من بعضها البعض، فإن مداران اثنان من المدارات sp2 ينطبقان على بعضهما البعض، ويشكّلان رابطة سيغما، وفي نفس الوقت، يقترب المداران p من بعضهما ويشكّلان رابطة باي.
لحدوث تطابق أعظمي، فإن على المدارات p أن تبقى متوازية، ولذلك فإن الدوران حول الرابطة المركزية غير ممكن، وهذا يؤدّي إلى حدوث ظاهرة ما يسمّى تماكب مقرون-مفروق cis-trans isomerism.
| Double bond presentation                       |  | Double bond presentation         |
| اقتراب مدارات sp2 لتشكيل الرابطة سيغما sp2-sp2 |  | تطابق مدارات p لتشكل الرابطة باي |

يعود قصر الرابطة في الرابطة الثنائية مقارنة مع الرابطة الأحادية إلى دور المدارات p حيث من الضروري أن تقترب ليحدث تطابق أعظمي. مثلاً، يبلغ طول الرابطة C=C في الإيثيلين 133 بيكومتر، في حين أن الرابطة الأحادية C-C في الإيثان 154 بيكومتر. إن قوة الرابطة في الثنائية أعلى منها في الأحادية.